# Station Ocice
Station Ocice is een spoorwegstation in de Poolse plaats Tarnobrzeg.